# Stadio Čair
Lo stadio Čair (in serbo стадион Чаир?, stadion Čair), è uno stadio multifunzionale situato a Niš, nella municipalità di Medjiana, in Serbia.
Lo stadio venne costruito in seguito alla prima promozione della locale squadra di calcio nella massima divisione jugoslava, avvenuta nel 1962, ed inaugurato l'anno successivo con una capienza di circa 40.000 posti. Nel corso della sua storia non ha subito sostanziali modifiche fino alla ristrutturazione totale, avvenuta tra il 2011 e il 2012, che ha portato alla realizzazione di un complesso sportivo che comprende, tra l'altro, il palazzo dello sport e quello del nuoto. L'inaugurazione dell'impianto rinnovato è avvenuta il 15 settembre 2012, in occasione dell'incontro di Superliga del 15 settembre 2012 contro l'FK Smederevo, terminato 1-0.
Attualmente la capienza dell'impianto è di 18 150 spettatori.
La tribuna principale è coperta, il terreno è in erba naturale; lo stadio ha una sala conferenza, una sala VIP ed un ristorante al suo interno.